# Serock (Pruszcz)
Serock (deutsch Schirotzken) ist ein Dorf in der polnischen Woiwodschaft Kujawien-Pommern in der Gmina Pruszcz.

## Geographische Lage
Das Dorf liegt im historischen Westpreußen, etwa 25 Kilometer westsüdwestlich von Schwetz (poln. Świecie) und 35 Kilometer nördlich von Bromberg (Bydgoszcz) an der Bahnstrecke Bydgoszcz – Gdynia.

## Geschichte
Die Ortschaft wurde 1288 als Sroska erwähnt und hatte später zu Königlich Preußen gehört, bevor das Gebiet 1772 durch die erste polnische Teilung zum Königreich Preußen kam. 
Im Jahr 1919 gehörte die Landgemeinde Schirotzken zum Kreis Schwetz im Regierungsbezirk Marienwerder der Provinz Westpreußen des Deutschen Reichs. Der Ort war Sitz des Amtsbezirks Schirotzken und hatte einen deutschsprachigen und einen polnischsprachigen Bevölkerungsanteil.
Nach dem Ersten Weltkrieg musste die Region aufgrund der Bestimmungen des Versailler Vertrags 1920 zum Zweck der Einrichtung des Polnischen Korridors an Polen abgetreten werden. Im Zweiten Weltkrieg wurde die Ortschaft von der deutschen Wehrmacht besetzt.  Nach Kriegsende wurden die Dorfbewohner mit deutscher Muttersprache von der polnischen Administration aus Schirotzken vertrieben.

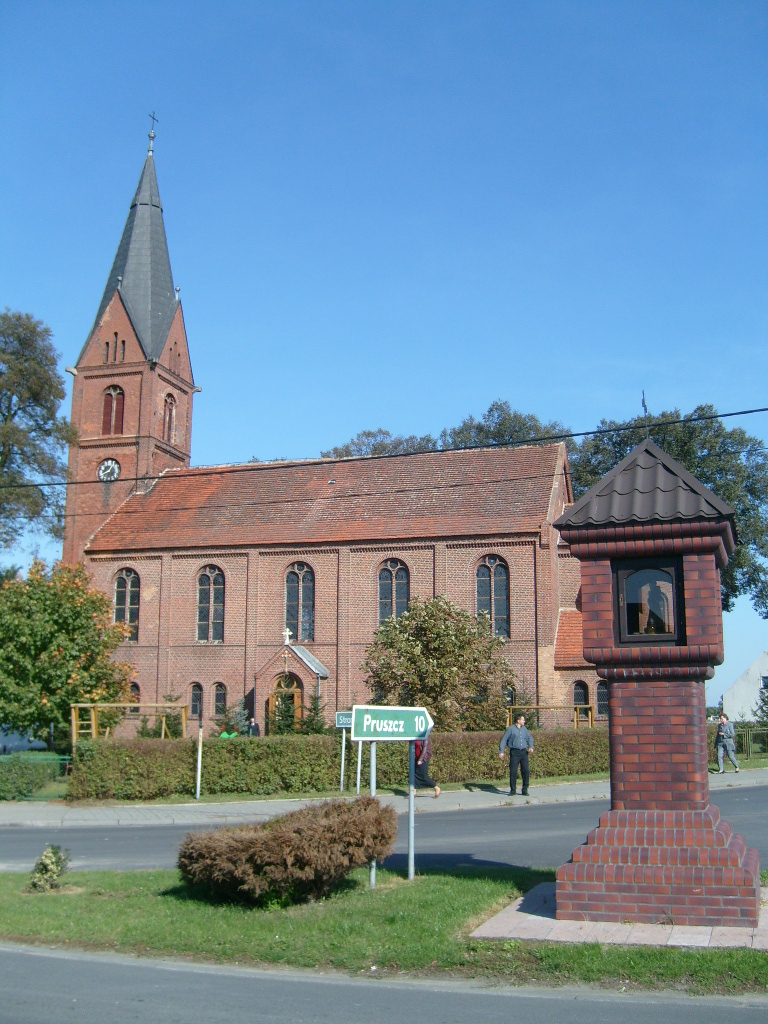
Dorfkirche, bis 1945 Gotteshaus der evangelischen Gemeinde Schirotzken

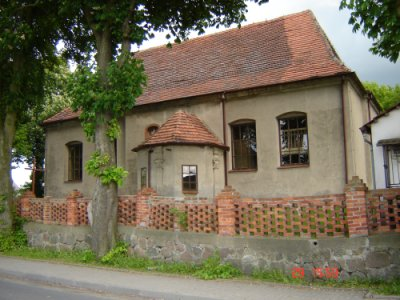
Die zweite römisch-katholischen Kirche (Aufnahme 2008)

## Kirche
Im Dorf gab es vor 1945 eine evangelische und eine katholische Pfarrkirche.

## Massaker von Serock
Am 4. September 1939 war eine Kompanie des Straßenbaubataillons 604 in ein Gefecht verwickelt worden, bei der die kaum an der Waffe ausgebildeten jungen Arbeitsdienstmänner sechs Gefallene verloren. In der Nacht vom 4. auf den 5. September 1939
wurde in der Gefangenensammelstelle Serock der Versuch einer Massenflucht gemeldet; dadurch entstand ein wildes Schießen der Wachmannschaften, das nur durch das energische Eingreifen von Offizieren beendet werden konnte.
Das Feuer soll nicht nur aus Gewehren, sondern auch aus zusätzlich bereitgestellten Panzerabwehrkanonen eröffnet worden sein. Die Arbeitsdienstmänner erschossen „aus Übernervosität“ 84 polnische Gefangene.  Bei einer Zeugenvernehmung Ende der 1960er Jahre konnte nicht geklärt werden, ob es sich tatsächlich um einen massenhaften Fluchtversuch gehandelt hatte.